# Sugar Bowl 2017
Match précédent Match suivant
Le Sugar Bowl 2017 est un match de football américain de niveau universitaire joué le 2 janvier 2017, après la saison régulière de 2016, au Mercedes-Benz Superdome de La Nouvelle-Orléans en Louisiane. 
Il s'agissait de la 83e édition du Sugar Bowl.
Le match a mis en présence les équipes des Tigers d'Auburn de la Southeastern Conference et des Sooners de l'Oklahoma de la Big 12 Conference.
Il a débuté à 19 h 50 locales et a été retransmis en télévision sur ESPN.
Sponsorisé par la compagnie d'assurance Allstate, le match est officiellement dénommé le Allstate Sugar Bowl 2017.
Oklahoma gagne le match sur le score de 35 à 19.

## Présentation du match
| Équipes                                                                                            | Conférences | Entraîneurs | Stats. saison rég. | Classements avant le bowl CFP-AP-Coaches |
| -------------------------------------------------------------------------------------------------- | ----------- | ----------- | ------------------ | ---------------------------------------- |
| Auburn                                                                                             | SEC         | Gus Malzahn | 8-4                | 14 - 17 - 17                             |
| Oklahoma                                                                                           | Big 12      | Bob Stoops  | 10-2               | 7 - 7 - 7                                |
| Arbitre : John O'Neill (Big Ten) Équipe donnée favorite par les bookmakers : Oklahoma par 3 points |             |             |                    |                                          |

Il s'agit de la 2e rencontre entre ces deux équipes, la première ayant eu lieu lors du Sugar Bowl de 1972 (victoire des Sooners, 40 à 22).

### Tigers d'Auburn
Avec un bilan global en saison régulière de 8 victoires et 4 défaites, Auburn est sélectionné le 4 décembre 2016 par le Comité du College Football Playoff pour participer au Sugar Bowl de 2017. L'équipe remplace celle d'Alabama qui est sélectionnée pour jouer une demi finale des College Football Playoff. Auburn étant la seconde équipe de la SEC la mieux classée dans le classement du CFP, c'est elle qui est donc sélectionnée pour le Sugar Bowl.
Ils terminent 2e de la West Division de la Southeastern Conference derrière Alabama, avec un bilan en division de 5 victoires pour 3 défaites.
À l'issue de la saison régulière 2016 (bowl non compris), ils seront classés # 14 au classement CFP et # 17 aux classements AP et Coaches.
À l'issue de la saison 2016 (bowl compris), ils seront classés # 24 au classement AP et # 22 au classement Coaches, le classement du CFP n'étant pas republié après les bowls.
Il s'agit de leur 6e participation au Sugar Bowl. 
| Dates            | Adversaires      | Scores | Victoires - Défaites - Nuls |
| ---------------- | ---------------- | ------ | --------------------------- |
| 1er janvier 1972 | #3 Oklahoma      | 40-22  | D : 0 - 1 - 0               |
| 2 janvier 1984   | #8 Michigan      | 09-07  | V : 1 - 1 - 0               |
| 1er janvier 1988 | #6 Syracuse      | 16-16  | N : 1 - 1 - 1               |
| 2 janvier 1989   | #4 Florida State | 13-07  | D : 1 - 2 - 1               |
| 3 janvier 2005   | #8 Virginia Tech | 16-13  | V : 2 - 2 - 1               |

### Sooners de l'Oklahoma
Avec un bilan en saison régulière de 10 victoires et 2 défaites, Oklahoma est éligible et est sélectionnée le 4 décembre 2016 par le Comité du College Football Playoff pour participer au Sugar Bowl de 2017.
Ils terminent 1er de la Big 12 Conference, avec un bilan en division de 8 victoires sans défaite.
À l'issue de la saison régulière 2016 (bowl non compris), ils seront classés # 7 au classement CFP, AP et Coaches.
À l'issue de la saison 2016 (bowl compris), ils seront classés # 5 au classement AP et # 3 au classement Coaches, le classement du CFP n'étant pas republié après les bowls.
Il s'agit de leur 8e participation au Sugar Bowl :
| Dates            | Adversaires       | Scores | Victoires - Défaites |
| ---------------- | ----------------- | ------ | -------------------- |
| 1er janvier 1949 | #3 North Carolina | 14-06  | V : 1 - 0            |
| 2 janvier 1950   | #9 LSU            | 35-00  | V : 2 - 0            |
| 1er janvier 1951 | #7 Kentucky       | 13-07  | D : 2 - 1            |
| 1er janvier 1972 | #5 Auburn         | 40-22  | V : 3 - 1            |
| 31 décembre 1972 | #5 Penn State     | 14-00  | V : 4 - 1            |
| 4 janvier 2004   | #2 LSU            | 21-14  | D : 4 - 2            |
| 2 janvier 2014   | #3 Alabama        | 45-31  | V : 5 - 2            |

## Résumé du match
| QT          | Temps       | Drive       | Drive       | Drive       | Équipe      | Description de l'action | Score | Score |
| QT          | Temps       | Jeux        | Yards       | TDP         | Équipe      | Description de l'action | AUB   | OKL   |
| ----------- | ----------- | ----------- | ----------- | ----------- | ----------- | --- | ----- | ----- |
| 1           | 09:04       | 14          | 75          | 05:56       | AUB         | TD à la suite d'une course de 3 yards par RB Chandler Cox + 1 point de conversion par K Daniel Carlson                                    | 7     | 0     |
| 2           | 11:24       | 14          | 90          | 06:39       | OKL         | TD de 13 yards par WR Mark Andrews à la suite d'une réception de passe de QB Baker Mayfield + 1 point de conversion par K Austin Seibert  | 7     | 7     |
| 2           | 07:16       | 12          | 43          | 04:08       | AUB         | FG de 49 yards par K Daniel Carlson | 10    | 7     |
| 2           | 03:37       | 9           | 75          | 03:39       | OKL         | TD à la suite d'une course de 3 yards par RB Joe Mixon + 1 point de conversion par K Austin Seibert                                       | 10    | 14    |
| 2           | 00:41       | 11          | 63          | 02:56       | AUB         | FG de 39 yards par K Daniel Carlson | 13    | 14    |
| 3           | 12:39       | 6           | 75          | 02:21       | OKL         | TD de 7 yards par WR Dede Westbrook à la suite d'une réception de passe de QB Baker Mayfield + 1 point de conversion par K Austin Seibert | 13    | 21    |
| 3           | 02:28       | 7           | 85          | 03:02       | OKL         | TD à la suite d'une course de 4 yards par RB Joe Mixon + 1 point de conversion par K Austin Seibert                                       | 13    | 28    |
| 4           | 12:40       | 8           | 71          | 03:57       | OKL         | TD à la suite d'une course de 2 yards par RB Samaje Perine + 1 point de conversion par K Austin Seibert                                   | 13    | 35    |
| 4           | 00:00       | 10          | 91          | 02:30       | AUB         | TD de 1 yard par TE Jalen Harris à la suite d'une réception de passe de QB Kerryon Johson mais la tentative à 1 point n'est pas tentée    | 19    | 35    |
| Score final | Score final | Score final | Score final | Score final | Score final | Score final | 19    | 35    |

## Statistiques
| Statistiques par Équipe                | Statistiques par Équipe | Statistiques par Équipe |
| Statistiques                           | AUB                     | OKL                     |
| -------------------------------------- | ----------------------- | ----------------------- |
| 1er downs                              | 30                      | 36                      |
| Conversion de 3e Down                  | 5/15                    | 5/10                    |
| Conversion de 4e Down                  | 3/3                     | 1/1                     |
| Jeux–yards                             | 73 jeux pour 339 yards  | 71 jeux pour 524 yards  |
| Yards à la course                      | 185                     | 228                     |
| Yards à la passe                       | 154                     | 296                     |
| Passes : Réussies-Tentées-Interceptées | 13/27, 1 int.           | 19/28, 0 int.           |
| Réussite en zone rouge/chances         | 2/3                     | 5/5                     |
| TD                                     | 2                       | 5                       |
| Field Goals                            | 2/2                     | 0/1                     |
| Sacks (Nombre-Yards perdus)            | 0/0                     | 0/0                     |
| Fumbles (Nombre/Perdus)                | 0/0                     | 2/0                     |
| Pénalités (Nombre/Yards perdus)        | 6/63                    | 10/100                  |
| Temps de possession                    | 26:42                   | 33:18                   |

| Meilleur Joueur (MVP) | Meilleur Joueur (MVP) | Meilleur Joueur (MVP) |
| --------------------- | --------------------- | --------------------- |
| Nom                   | Équipe                | Poste                 |
| Baker Mayfield        | Oklahoma              | QB                    |

| Statistiques Individuelles | Statistiques Individuelles                              | Statistiques Individuelles |
| -------------------------- | ------------------------------------------------------- | --- |
| Quaterbacks                |                                                         | |
| AUB                        | Sean White Jeremy Johnson John Franklin Kerryon Johnson | 4/10, 35 yards, 0 TD, 0 int., QB rating = 69.4 5/9, 93 yards, 0 TD, 1 int., QB rating = 120.1 3/7, 25 yards, 0 TD, 0 int., QB rating = 72.9 1/1, 1 yard, 1 TD, 0 int., QB rating = 438.4 |
| OKL                        | Baker Mayfield                                          | 19/28, 296 yards, 2 TD, 0 int., QB rating = 180.2 |
| Meilleurs Coureurs         |                                                         | |
| AUB                        | Kamryn Pettway                                          | 24 courses pour 101 yards, 0 TD |
| OKL                        | Joe Mixon                                               | 19 courses pour 91 yards, 2 TDs |
| Meilleurs Receveurs        |                                                         | |
| AUB                        | Eli Stove                                               | 4 réceptions pour 39 yards, 0 TD |
| OKL                        | Dede Westbrook                                          | 6 réceptions pour 59 yards, 1 TD |
| Meilleurs Tackleurs        |                                                         | |
| AUB                        | Stephen Roberts                                         | 8 tacles solo et 6 assistes, 0 sack |
| OKL                        | Caleb Kelly                                             | 12 tacles solo et 8 assistes, 0 sack |